# 谭冬生
谭冬生（1940年—），湖南攸县人，中国人民解放军将领、中国人民解放军中将。 
1958年初参加中国人民解放军，历任战士、班长、排长、技师、参谋。1970年调总参谋部机关工作，先后任参谋、副处长、处长、主任、动员部副部长、部长，期间兼任中国红十字会理事、中央综合治理委员会委员、国防部征兵办公室主任、1996年任广州军区副司令员。 
第八届、第十届全国人大代表；第十届全国人大财政经济委员会委员。
1997年，授予中国人民解放军中将。军衔